# Port lotniczy Isfara
Port lotniczy Isfara – port lotniczy położony w Isfarze, w Tadżykistanie. Obsłuje połączenia krajowe.